# Cube (film, 2021)
Pour les articles homonymes, voir Cube (homonymie).
Pour plus de détails, voir Fiche technique et Distribution.
Cube (CUBE 一度入ったら、最後, CUBE ichido haittara, saigo) est un film japonais réalisé par Yasuhiko Shimizu (ja), sorti en 2021. Il s'agit d'un remake du film Cube de Vincenzo Natali sorti en 1997.

## Synopsis
Un groupe d'individus amnésiques, qui ne se connaissent pas, se retrouve enfermé dans un labyrinthe sans fin constitué de pièces cubiques communicantes et équipé de pièges mortels. Leur objectif est de trouver une issue pour s'échapper.

## Fiche technique
- Titre : Cube
- Titre original : (CUBE 一度入ったら、最後 (CUBE ichido haittara, saigo?)
- Réalisation : Yasuhiko Shimizu (ja)
- Scénario : Kōji Tokuo, d'après le scénario de Vincenzo Natali
- Musique : Yutaka Yamada
- Photographie : Tomoyuki Kawakami et Toyomichi Kurita
- Montage : Tsuyoshi Imai
- Production : Akiko Funatsu et Satoko Ishida
  - Production associée : Yusuke Matsuda et Toshi Oba
  - Production déléguée : Vincenzo Natali et Shigeaki Yoshida
- Société de production : Shōchiku
- Pays de production :  Japon
- Langue originale : japonais
- Genre : horreur, science-fiction
- Durée : 108 minutes
- Dates de sortie : 
  - Japon : 22 octobre 2021[1]

## Distribution
- Masaki Okada : Shinji Ochi
- Takumi Saitoh : Hiroshi Ide
- Masaki Suda : Yuichi Goto
- Hikaru Tashiro : Chiharu Uno
- Anne Watanabe : Asako Kai
- Kōtarō Yoshida : Kazumasa Ando

## Tournage
Le film est tourné entre octobre et novembre 2020.